# Blastobasis proagorella
Blastobasis proagorella é uma espécie de mariposa do gênero Blastobasis pertencente à família Coleophoridae.